# 施韦青根
施韦青根（德語：Schwetzingen，發音：[ˈʃvɛtsɪŋən] ⓘ）是德国巴登-符腾堡州卡尔斯鲁厄行政区莱茵-内卡县的城市，面积21.5平方千米，2023年12月31日人口为21,609人。
施韦青根宫是当地最著名的地标性建筑。

## 友好城市
- 法國 吕内维尔（1969年）
- 匈牙利 帕波（1992年）
- 義大利 斯波莱托（2005年）
- 美国 弗雷德里克斯堡（2012年）